# Регіони Англії
Регіони (англ. Regions, або Government Office Regions) — адміністративно-територіальні одиниці верхнього рівня в Англії. Кожен регіон включає одну або декілька одиниць рівня графств.

## Історія
Поділ на регіони було введено 1994 року урядом Джона Мейджора.

## Географія
Дев'ять регіонів Англії займають у цілому площу 130 тис. км², повністю покривають територію Англії і мають розміри від півтора (Великий Лондон) до двадцяти трьох (Південно-Західна Англія) тисяч км². Сім з дев'яти регіонів омиваються водами Атлантичного океану (Північним і Ірландським морями, Бристольською затокою, протоками Ла-Манш і Па-де-Кале, естуаріями річок Темза і Хамбер), регіони Вест-Мідлендс і Великий Лондон мають тільки сухопутні кордони. Три з дев'яти регіонів Англії межують з Уельсом, два регіони — з Шотландією, при цьому регіон Північно-Західна Англія межує з обома цими історичними провінціями.

## Демографія
У дев'яти регіонах Англії за даними 2001 року проживає в цілому 49 млн осіб, при середній щільності населення 377 чол./км². У кожному з дев'яти регіонів Англії окремо, проживає від 2,5 (Північно-Східна Англія) до 8,0 (Південно-Східна Англія) млн чоловік, при середній щільності населення від 207 (Південно-Західна Англія) до 4 562 (Великий Лондон) чол./км².

## Адміністративний поділ
Дев'ять регіонів Англії розділені в цілому на 6 метропольних графств, 28 неметропольних графств, 55 унітарних одиниць, 32 райони Великого Лондона, Лондонське Сіті та архіпелаг Сіллі, які, в свою чергу, об'єднані в 48 церемоніальних графств, для здійснення ними церемоніальних функцій. Метропольні та неметропольні графства розділені відповідно на 36 метропольних і 201 неметропольних районів; унітарні одиниці, райони Великий Лондон, Лондонське Сіті та острови Сіллі поділу на райони не мають.
| № | Регіон                  | Центр(и)                 | Площа, км² | Населення, тис | Густота населення, чол./км² | ВВП на душу населення, £ | Код NUTS1 |
| - | ----------------------- | ------------------------ | ---------- | -------------- | --------------------------- | ------------------------ | --------- |
| 1 | Великий Лондон          | Лондон                   | 1 572      | 7 512          | 4 758                       | 30 385                   | UKI       |
| 2 | Східна Англія           | Кембридж                 | 19 120     | 5 388          | 282                         | 20 524                   | UKH       |
| 3 | Східний Мідленд         | Мелтон-Мобрі (Лестершир) | 15 627     | 4 172          | 267                         | 17 698                   | UKF       |
| 4 | Йоркшир і Гамбер        | Лідс, Шеффілд            | 15 420     | 5 142          | 328                         | 16 880                   | UKE       |
| 5 | Північно-Східна Англія  | Ньюкасл-апон-Тайн        | 8 592      | 2 515          | 293                         | 15 688                   | UKC       |
| 6 | Північно-Західна Англія | Манчестер                | 14 165     | 6 853          | 475                         | 17 433                   | UKD       |
| 7 | Західний Мідленд        | Бірмінгем                | 13 004     | 5 267          | 405                         | 17 161                   | UKG       |
| 8 | Південно-Східна Англія  | Саутгемптон              | 19 096     | 8 000          | 419                         | 22 624                   | UKJ       |
| 9 | Південно-Західна Англія | Бристоль, Плімут         | 23 829     | 4 928          | 207                         | 18 195                   | UKK       |